# Павильон № 2 «Рязань — селу» (Торговый городок)
Павильо́н № 2 «Ряза́нь — селу́» — второй павильон Рязанской областной сельскохозяйственной, промышленной и строительной выставки, построенный в 1955 году под руководством архитектора Евгения Ларинского. Находится на Главной площади к востоку от павильона «Рязань». Возможно, первоначально строился для экспозиции угольной промышленности.
В 2024 году в павильоне находится кафе «Городок».

## История
Павильон был спроектирован архитекторами конторы «Рязаньоблпроекта» под общим руководством Евгения Ларинского летом 1955 года. Строителем павильона являлся Рязанский городской ремонто-строительный трест. Журналисты того времени отмечали павильон как «один из лучших» на выставке. Он предназначался «для обобщения передового опыта предприятий и организаций по шефству над селом». Рядом со зданием располагалась площадка для экспонирования техники, в том числе сельскохозяйственной.
В 1960-х годах вместе в рамках перепрофилирования выставочного комплекса под торговлю, здесь открылся магазин. В 1990-х годах на бывшей экспозиционной площадке техники были смонтированы продуктовые ларьки. К середине 2000-х годов здание было заброшено и заросло дикой растительностью.
В 2023 году прошла капитальная реконструкция здания.

## Возможное предназначение
Медальон, расположенный на фронтоне здания украшен барельефом со знаком шахтёра. Кроме того, у фасада здания вплоть до середины 1990-х находилась скульптура шахтёра. Газета «Приокская правда» сообщает, что в 1956 году на выставке было открыто два павильона «Транспорт и связь» и «Уголь». Первый был выявлен на панорамном снимке комплекса и располагался у здания ресторана. Однако местоположение второго обнаружить не удавалось.
Благодаря снимкам из личного архива А. И. Солженицына можно выявить, что на фронтоне здания в 1957 года располагалась надпись, похожая на «Уголь». Такая надпись угадывается как минимум ещё на одном снимке этого павильона. Таким образом, можно предположить, что в 1955 году павильон ещё не был готов, и был открыт только в 1956 году. Затем, позднее он получил современное название, которое уже не было отражено на фасаде.

## Архитектура
Павильон расположен на центральной площади выставочного комплекса, к востоку от павильона «Рязань». Двухэтажное прямоугольное в плане здание располагается на невысоком цоколе. Центральная часть главного фасада выполнена треугольным фронтоном, под которым располагается открытая лоджия с центральным входом в помещение. Лоджию украшает пятипролётная колонная аркада, высокие окна фасада идут от цоколя до второго этажа. Боковые фасады выполнены полупилястрами под профилированным карнизом. Фронтон здания украшен лепным медальоном с барельефом знака шахтера и первоначально, был обрамлён цветовыми гирляндами. На крыше располагается аттик. Фронтон венчает акротерий в виде стилизованной пальметты с красной звездой. В 1990-е годы были утрачена лепнина гирлянд с фронтона. К зданию была возведена пристройка для воздушного замка у входной группы, а также пристройка котельной у южного фасада. Обе постройки были ликвидированы при реконструкции.
Интерьер представляет собой три зала — главный и два боковых с глухими стенами. Первоначально, главный зал был с полноценным вторым этажом. При реконструкции 2023 года пространство второго этажа было сокращено, получился первый этаж с балконом. Лестница на второй этаж располагается в южном крыле здания.